# Болгария (станция метро)
Бульвар Болгария (болг. България) — станция линии М3 Софийского метрополитена. Была открыта 26 августа 2020 года в составе первого пускового участка «Хаджи Димитр» — «Красное село» линии М3.

## Описание
Строительство велось по так называемому миланскому методу открытого строительства в густонаселенных районах городов. Станция расположена на пересечении бул. «Болгария» и бул. «Акад. Иван Гешов». В вестибюле станции посетителей встречает панель из нержавеющей стали, перфорированная в виде карты Болгарии, подсвеченная светодиодной подсветкой цветами болгарского национального триколора. Платформы имеют длину 105 м, ширину 5 м и высоту 5 м. Станция оборудована 5 лифтами и 9 эскалаторами. Архитектор Красен Андреев. Архитектурно станция выполнена в цветах болгарского национального триколора - белом, зеленом и красном. На стенах, помостах и в вестибюле есть полосы из закаленного красного стекла и полосы белого и зеленого цвета из металлических панелей с порошковым покрытием, подвешенных к несущей стальной конструкции. На станции установлены прозрачные автоматические платформенные ворота высотой 1,6 м с нержавеющими окантовками и 40-сантиметровыми полосами из гладкой нержавеющей стали внизу. 